# Unité urbaine de Dax
L'unité urbaine de Dax est une unité urbaine française centrée sur la ville de Dax, sous-préfecture du département des Landes au cœur de la première agglomération urbaine du département.

## Données globales
En 2010, selon l'Insee, l'unité urbaine de Dax est composée de treize communes, toutes situées dans l'arrondissement de Dax, subdivision administrative du département des Landes.
Avec 50 193 habitants, elle constitue la première unité urbaine des Landes en 2016, devançant celle de Mont-de-Marsan, bien que celle-ci en soit la préfecture.
L'unité urbaine de Dax représente un pôle urbain de l'aire urbaine de Dax.
Hormis deux communes (Hinx et Sort-en-Chalosse), le reste des communes urbaines qui composent l'unité urbaine de Dax adhère à la Communauté d'agglomération du Grand Dax qui regroupe vingt communes.

## Délimitation de l'unité urbaine de 2010
En 2010, l'Insee a procédé à une révision des délimitations des unités urbaines  de la France ; celle de Dax a été élargie de quatre nouvelles communes (Hinx, Saint-Vincent-de-Paul, Sort-en-Chalosse et Téthieu) et est maintenant composée de treize communes urbaines au lieu de neuf lors du recensement de 1999.
Liste des communes appartenant à l'unité urbaine de Dax selon la nouvelle délimitation de 2010 et sa population municipale en 2016 (liste établie par ordre alphabétique avec, en caractères gras, les villes-centres de l'unité urbaine telles qu'elles sont définies par l'INSEE).
| Nom                   | Code Insee | Statut | Superficie (km2) | Population (dernière pop. légale) | Densité (hab./km2) |
| --------------------- | ---------- | ------ | ---------------- | --------------------------------- | ------------------ |
| Candresse             | 40063      |        | 8,54             | 869 (2022)                        | 102                |
| Dax                   | 40088      |        | 19,7             | 21 716 (2022)                     | 1 102              |
| Hinx                  | 40126      |        | 15,51            | 1 909 (2022)                      | 123                |
| Narrosse              | 40202      |        | 10,53            | 3 331 (2022)                      | 316                |
| Oeyreluy              | 40207      |        | 5,72             | 1 498 (2022)                      | 262                |
| Saint-Paul-lès-Dax    | 40279      |        | 58,45            | 14 114 (2022)                     | 241                |
| Saint-Vincent-de-Paul | 40283      |        | 32,37            | 3 384 (2022)                      | 105                |
| Saugnac-et-Cambran    | 40294      |        | 13,28            | 1 568 (2022)                      | 118                |
| Seyresse              | 40300      |        | 2,23             | 1 022 (2022)                      | 458                |
| Sort-en-Chalosse      | 40308      |        | 15,39            | 887 (2022)                        | 58                 |
| Tercis-les-Bains      | 40314      |        | 10,19            | 1 331 (2022)                      | 131                |
| Téthieu               | 40315      |        | 11,03            | 763 (2022)                        | 69                 |
| Yzosse                | 40334      |        | 5,32             | 384 (2022)                        | 72                 |

## Évolution démographique
L'évolution démographique ci-dessous concerne l'unité urbaine de Dax délimitée selon le périmètre de 2010.
L'unité urbaine de Dax enregistre une évolution démographique nettement positive depuis 1968, affichant une croissance ininterrompue, dépassant les 50 000 habitants en 2016.
| 1968   | 1975   | 1982   | 1990   | 1999   | 2009   | 2011   | 2012   | 2016   | 2017   |
| ------ | ------ | ------ | ------ | ------ | ------ | ------ | ------ | ------ | ------ |
| 32 440 | 35 423 | 37 268 | 39 774 | 41 784 | 48 809 | 48 820 | 49 585 | 50 193 | 50 366 |

| 2021   | - | - | - | - | - | - | - | - | - |
| ------ | - | - | - | - | - | - | - | - | - |
| 52 496 | - | - | - | - | - | - | - | - | - |

Histogramme

(élaboration graphique par Wikipédia)

### Articles externes
- L'unité urbaine de Dax sur le splaf Landes
- Composition communale de l'unité urbaine de Dax selon le nouveau zonage de 2010
- Données statistiques de l'INSEE sur l'unité urbaine de Dax en 2009 (document pdf)